# Исповедь чокнутого
«Исповедь чокнутого» (фр. Confessions d'un Barjo) — художественный фильм 1992 года режиссёра Жерома Буавена. Экранизация романа Филипа Дика «Исповедь недоумка», написанного в 1959 году и опубликованного в 1975 году.

## Сюжет
Барджо (Ипполит Жирардо) — эксцентричный, немного наивный и одержимый учёный. После того, как он случайно сжигает свой дом во время «научного» эксперимента, он переезжает к своей импульсивной сестре-близнецу Фанфан (Анна Броше), вышедшей замуж за Чарльза, «алюминиевого короля» (Ришар Боренже). В своем новом окружении Барджо не расстается со старыми привычками: каталогизация старых научных журналов, тестирование странных изобретений и наполнение своих записных книжек наблюдениями о поведении человека и о конце света. Через дневники Барджо мы видим сексуальное напряжение между Фанфан и Чарльзом, развитие конфликта и безумия Чарльза.

## В ролях
- Ришар Боренже — Чарльз
- Анна Броше — Фанфан
- Ипполит Жирардо — Barjo[2]